# Operação Vingança
A Operação Vingança foi a operação militar americana para assassinar o Almirante Isoroku Yamamoto da Marinha Imperial Japonesa em 18 de abril de 1943 durante a campanha das Ilhas Salomão na Guerra do Pacífico durante a Segunda Guerra Mundial. Yamamoto, comandante da Frota Combinada da Marinha Imperial Japonesa, foi morto perto da ilha de Bougainville quando seu avião de transporte foi abatido por um caça das Forças Aéreas do Exército dos Estados Unidos que operava no Campo de Kukum, em Guadalcanal.
A missão da aeronave dos EUA era especificamente matar Yamamoto, o que foi possível graças à decodificação de transmissões da inteligência da Marinha dos Estados Unidos sobre o itinerário de viagem de Yamamoto pela área das Ilhas Salomão. A morte de Yamamoto supostamente abalou o moral da Marinha Japonesa, elevou o moral das forças aliadas e foi considerada uma vingança pelos líderes americanos, que culparam Yamamoto pelo ataque a Pearl Harbor, que deu início à guerra entre o Japão Imperial e os Estados Unidos.
Os pilotos americanos alegaram ter abatido três bombardeiros bimotores e dois caças durante a missão, mas os registros japoneses mostram que apenas dois bombardeiros foram abatidos. Há uma controvérsia sobre qual piloto abateu o avião de Yamamoto, mas a maioria dos historiadores modernos atribui o crédito a Rex T. Barber.

## Contexto
O almirante Isoroku Yamamoto, comandante da Marinha Imperial Japonesa, programou uma viagem de inspeção às Ilhas Salomão e à Nova Guiné. Ele planejava inspecionar as unidades aéreas japonesas que participavam da Operação I-Go, que havia começado em 7 de abril de 1943. Além disso, a viagem elevaria o moral japonês após a desastrosa Batalha de Guadalcanal e sua posterior evacuação em janeiro e fevereiro.

## Inteligência
Em 14 de abril, a Inteligência naval dos EUA, com o codinome "Magic", interceptou e descriptografou ordens alertando as unidades japonesas afetadas da excursão. A mensagem original, NTF131755, endereçada aos comandantes da Unidade de Base No. 1, da 11ª e 26ª Flotilhas Aéreas, foi codificada na Cifra Naval Japonesa JN-25D e foi captada por três estações do aparato Magic, incluindo a Unidade de Rádio da Frota do Pacífico. A mensagem foi então decifrada por criptógrafos da Marinha. Ela continha detalhes de horário e local do itinerário de Yamamoto, bem como o número e os tipos de aviões que o transportariam e o acompanhariam na viagem.
O texto descriptografado revelou que, em 18 de abril, Yamamoto voaria de Rabaul para o aeródromo de Balalae, em uma ilha próxima a Bougainville, nas Ilhas Salomão. Ele e sua equipe voariam em dois bombardeiros médios (Mitsubishis G4M do Kōkūtai 705), escoltados por seis caças da marinha (caças Mitsubishi A6M Zero do Kōkūtai 204), para partir de Rabaul às 06:00 e chegar a Balalae às 08:00, horário de Tóquio.
O Serviço de Inteligência Militar (MIS) do Exército dos EUA era formado principalmente por nisseis (nipo-americanos de segunda geração). Eles foram treinados em interpretação, interrogatório e tradução de materiais japoneses, desde livros didáticos padrão até documentos capturados. As informações que levaram à emboscada de Yamamoto foram uma contribuição significativa do MIS na campanha das Salomão. O Sargento Técnico do MIS, Harold Fudenna, traduziu uma mensagem de rádio interceptada que indicava o itinerário de Yamamoto. Embora essa mensagem tenha sido inicialmente recebida com ceticismo de que os japoneses não seriam tão descuidados, outros linguistas do MIS no Alasca e no Havaí também interceptaram a mesma mensagem, confirmando sua precisão.
O Presidente Franklin D. Roosevelt pode ter autorizado o Secretário da Marinha Frank Knox a "pegar Yamamoto", mas não existe nenhum registro oficial dessa ordem, e as fontes discordam se ele o fez. Knox deixou que o Almirante Chester W. Nimitz tomasse a decisão. Nimitz consultou primeiro o Almirante William F. Halsey Jr., Comandante do Pacífico Sul, e depois autorizou a missão em 17 de abril. Esses comandantes dos EUA julgaram que os benefícios de uma missão bem-sucedida incluíam o fato de que o moral japonês seria afetado negativamente pela notícia da morte de Yamamoto e que o substituto de Yamamoto seria menos capaz. Quando foi levantada a questão de que a missão poderia revelar que os Estados Unidos haviam quebrado os códigos navais japoneses, os comandantes decidiram que o conhecimento poderia ser protegido desde que a verdadeira fonte da inteligência fosse mantida oculta dos militares americanos não autorizados e da imprensa.

## Interceptação

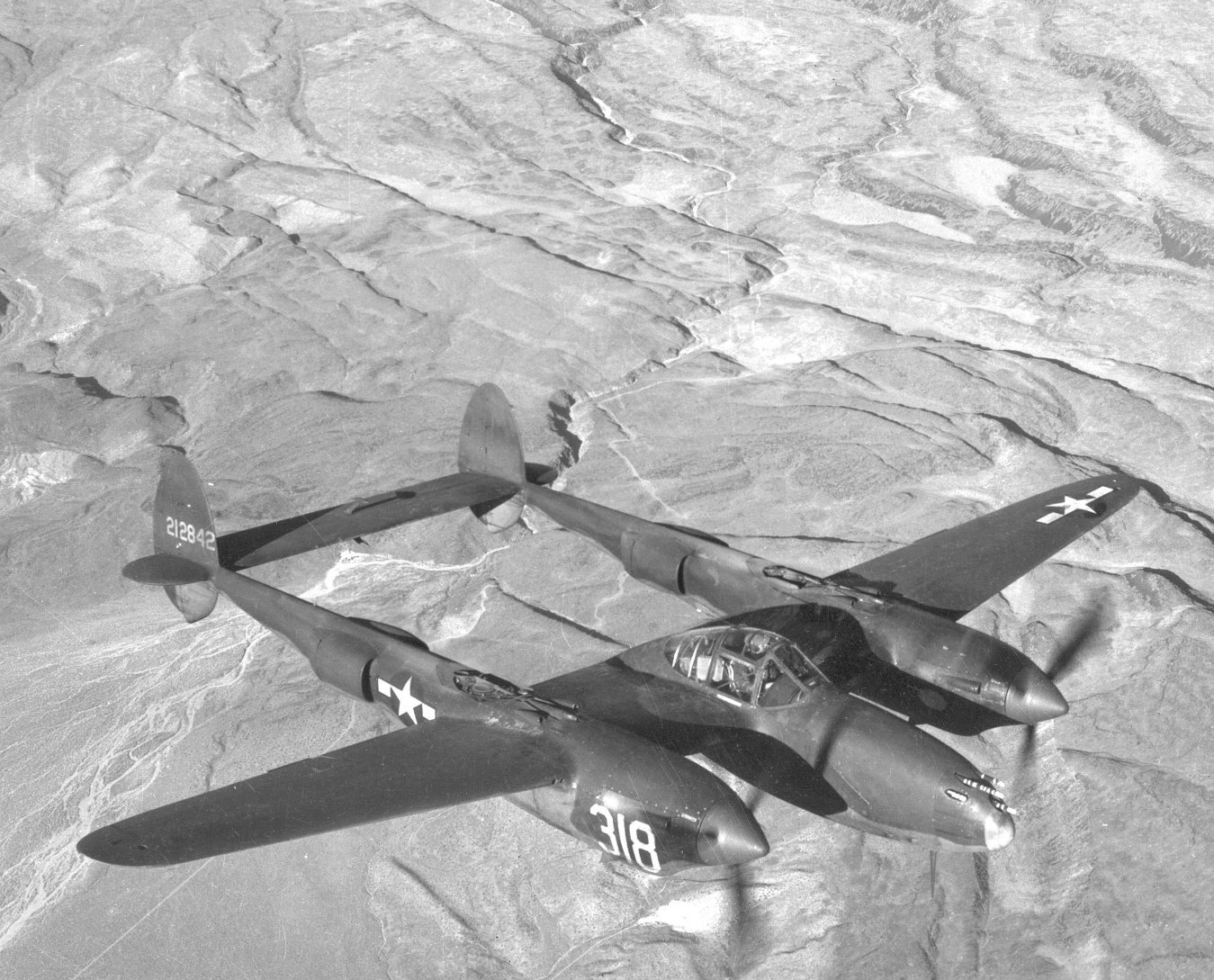
Os P-38G Lightning foram as aeronaves escolhidas para realizar a missão.

Para evitar a detecção por radar e pelo efetivo japonês estacionado nas Ilhas Salomão ao longo de uma distância em linha reta de cerca de 640 km entre as forças dos EUA e Bougainville, a missão exigia um voo sobre a água ao sul e a oeste das Ilhas Salomão. Essa abordagem circular foi planejada e medida em cerca de 970 km. Os caças, portanto, viajariam 965 km até o alvo e 643 km na volta. O voo de 1.600 km, com combustível extra alocado para o combate, estava além do alcance dos caças F4F Wildcat e F4U Corsair disponíveis para os esquadrões da Marinha e dos Fuzileiros Navais baseados em Guadalcanal. Em vez disso, a missão foi atribuída ao 339º Esquadrão de Caça, 347º Grupo de Caça, cujas aeronaves P-38G Lightning, equipadas com tanques ejetáveis eram os únicos caças americanos no Pacífico com alcance para interceptar, engajar e retornar.
O comandante do 339º Esquadrão, Major John W. Mitchell, que já era um piloto ás, foi escolhido para liderar o voo. Para melhorar a navegação, Mitchell pediu uma bússola da marinha, que foi fornecida pelo tenente-coronel do Corpo de Fuzileiros Navais Luther S. Moore e instalada no P-38 de Mitchell no dia anterior ao ataque. Todos os caças P-38 montaram seu armamento padrão de um canhão de 20 mm e quatro metralhadoras de calibre .50 (12,7 mm), e foram equipados para transportar dois tanques de lançamento de  620 l sob suas asas. Um suprimento limitado de tanques de 1.200 l foi transportado da Nova Guiné, o suficiente para fornecer a cada Lightning um tanque grande para substituir um dos tanques pequenos. A diferença de tamanho colocou aproximadamente 450 kg a mais de peso em um lado da aeronave, mas os tanques estavam localizados perto o suficiente do centro de gravidade da aeronave para evitar problemas graves de desempenho.
Dezoito P-38s foram designados para a missão. Uma esquadrilha foi designada como o voo "matador", enquanto o restante, que incluía dois sobressalentes, subiria a 18.000 pés (5.500 m) para atuar como "cobertura superior" para a esperada reação dos caças japoneses baseados em Kahili. Um plano de voo foi preparado pelo oficial de operações do comando, o major fuzileiro naval John Condon, mas foi descartado por Mitchell, que achava que as velocidades e as estimativas de tempo não eram as melhores para interceptar Yamamoto. Com a ajuda de vários de seus pilotos, Mitchell calculou um tempo de interceptação de 09h35, com base no itinerário, para pegar os bombardeiros descendo sobre Bougainville, 10 minutos antes do pouso em Balalae. Ele trabalhou a partir desse horário e traçou quatro trechos calculados com precisão, com um quinto trecho curvado para uma busca caso Yamamoto não fosse visto no ponto escolhido. Além de se dirigir para o Mar de Coral, o 339º Esquadrão "saltaria de onda em onda" até Bougainville em altitudes não superiores a 15 m (50 pés), mantendo silêncio de rádio.

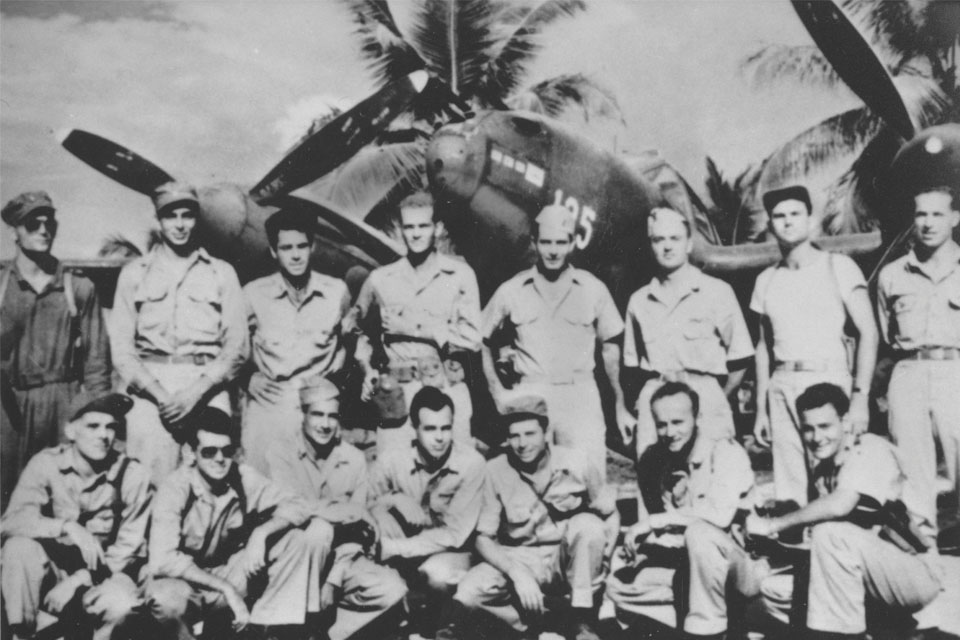
Equipe do 339º Esquadrão de Caça da missão. Fileira de trás (da esquerda para a direita): Ames, Graebner, Lanphier, Goerke, Jacobson, Stratton, Long, Anglin. Fileira da frente (da esquerda para a direita): Smith, Canning, Holmes, Barber, Mitchell, Kittel, Whitakker. Não retratado: Hine (MIA).

Embora o 339º Esquadrão de Caça tenha oficialmente realizado a missão, 10 dos 18 pilotos foram selecionados dos outros dois esquadrões do 347º Grupo. O Comandante da AirSols, Contra-Almirante Marc A. Mitscher, selecionou quatro pilotos para serem designados como o voo "matador":
- Capitão Thomas G. Lanphier Jr.
- Tenente Rex T. Barber
- Tenente Jim McLanahan (abandonou a missão com um pneu furado)
- Tenente Joe Moore (abandonou a missão com falha na alimentação de combustível)

Os pilotos restantes atuariam como reservas e forneceriam cobertura aérea contra qualquer ataque retaliatório dos caças japoneses locais:
- Major John Mitchell
- Tenente William Smith
- Tenente Gordon Whittiker
- Tenente Roger Ames
- Capitão Louis Kittel
- Tenente Lawrence Graebner
- Tenente Doug Canning
- Tenente Delton Goerke
- Tenente Julius Jacobson
- Tenente Eldon Stratton
- Tenente Albert Long
- Tenente Everett Anglin
- Tenente Besby F. Holmes (substituiu McLanahan)
- Tenente Raymond K. Hine (substituiu Moore)

Um briefing incluiu a história de cobertura designada para a fonte da Inteligência, afirmando que ela tinha vindo de vigias da costa australianos, que supostamente teriam visto um importante oficial de alto escalão embarcando em uma aeronave em Rabaul. Vários historiadores afirmam que os pilotos não foram especificamente informados sobre a identidade de seu alvo, mas Thomas Alexander Hughes escreve que Mitscher disse aos pilotos reunidos que se tratava de Yamamoto, para "fornecer um incentivo adicional".
Os P-38s especialmente equipados decolaram do campo de Kukum, em Guadalcanal, às 07h25 de 18 de abril. Dois dos Lightning designados para o voo de ataque desistiram da missão no início, um com um pneu furado durante a decolagem (McLanahan) e o segundo quando seus tanques ejetáveis não alimentaram os motores com combustível (Moore).
Em Rabaul, apesar dos pedidos dos comandantes japoneses locais para cancelar a viagem por medo de emboscadas, os aviões de Yamamoto decolaram como programado para a viagem de 507 km. Eles subiram a 2.000 m (6.500 pés), com sua escolta de caças na posição de 4 horas e 460 m (1.500 pés) acima, divididos em duas formações em V de três aviões.
A esquadrilha de quatro de Mitchell liderou a esquadrilha em baixa altitude, com o voo assassino, composto por Lanphier, Barber e os sobressalentes Besby F. Holmes e Raymond K. Hine. Logo atrás. Mitchell, lutando contra a sonolência, navegou apenas por navegação estimada (velocidade e direção da bússola). Essa foi considerada a missão de interceptação de caças de maior distância da guerra.
Mitchell e sua força chegaram ao ponto de interceptação com um minuto de antecedência, às 09h34, exatamente quando a aeronave de Yamamoto desceu em meio a uma leve névoa. Os P-38s alijaram os tanques auxiliares, viraram à direita para ficarem paralelos aos bombardeiros e iniciaram uma subida com potência máxima para interceptá-los.
Os tanques do P-38 de Holmes não se desprenderam, e seu elemento de dois homens voltou para o mar. Mitchell comunicou por rádio a Lanphier e Barber para que se engajassem, e eles subiram em direção às oito aeronaves. Os caças de escolta mais próximos largaram seus próprios tanques e mergulharam em direção à dupla de P-38s. Lanphier imediatamente virou de frente e subiu em direção às escoltas, enquanto Barber perseguia os transportadores de bombardeiros de mergulho. Barber fez uma inclinação acentuada para virar atrás dos bombardeiros e os perdeu de vista momentaneamente, mas quando recuperou o contato, estava logo atrás de um deles e começou a disparar contra o motor direito, a fuselagem traseira e a empenagem. Quando Barber atingiu o motor esquerdo, o bombardeiro começou a soltar uma forte fumaça preta. O G4M rodou violentamente para a esquerda, e Barber evitou por pouco uma colisão no ar. Ao olhar para trás, ele viu uma coluna de fumaça preta e presumiu que o G4M havia caído na selva. Barber se dirigiu à costa no nível das copas das árvores, procurando o segundo bombardeiro, sem saber qual deles transportava o oficial de alto escalão visado.
Barber avistou o segundo bombardeiro - que transportava o Vice-Almirante Matome Ugaki, Chefe do Estado-Maior, e parte da equipe de Yamamoto - sobre a água em Moila Point, tentando escapar de um ataque de Holmes, cujos tanques das asas haviam finalmente se soltado. Holmes danificou o motor direito do G4M, que emitiu um rastro de vapor branco, mas sua velocidade de aproximação fez com que ele e seu ala Hine passassem pelo bombardeiro danificado. Barber atacou o bombardeiro danificado, e seus tiros fizeram com que ele soltasse detritos metálicos que danificaram sua própria aeronave. O bombardeiro desceu e caiu na água. Ugaki e outros dois sobreviveram ao acidente e foram resgatados mais tarde. Barber, Holmes e Hine foram atacados por Zeros, com o P-38 de Barber recebendo 104 tiros. Holmes e Barber reivindicaram um Zero abatido durante esse combate, embora os registros japoneses mostrem que nenhum Zero foi perdido. A cobertura superior enfrentou brevemente os Zeros que reagiram, mas não conseguiu abater nenhum. Mitchell observou a coluna de fumaça do bombardeiro acidentado de Yamamoto. A essa altura, o P-38 de Hine já havia desaparecido, presumivelmente tendo caído na água. Chegando perto dos níveis mínimos de combustível para retornar à base, os P-38s interromperam o contato, e Holmes ficou praticamente sem combustível, sendo forçado a pousar nas Ilhas Russell. Hine foi o único piloto americano que não retornou. As ações de Lanphier durante a batalha não são claras, pois seu relato foi posteriormente contestado por outros participantes, incluindo os pilotos de caça japoneses. Ao se aproximar do campo de Henderson, Lanphier comunicou por rádio ao diretor de caças em Guadalcanal que "aquele filho da puta não ditará nenhum termo de paz na Casa Branca", violando a segurança e colocando em risco o programa de quebra de código. Ao aterrissar, um dos motores parou por falta de combustível. Ele imediatamente apresentou um pedido de abate de Yamamoto.

## Consequências

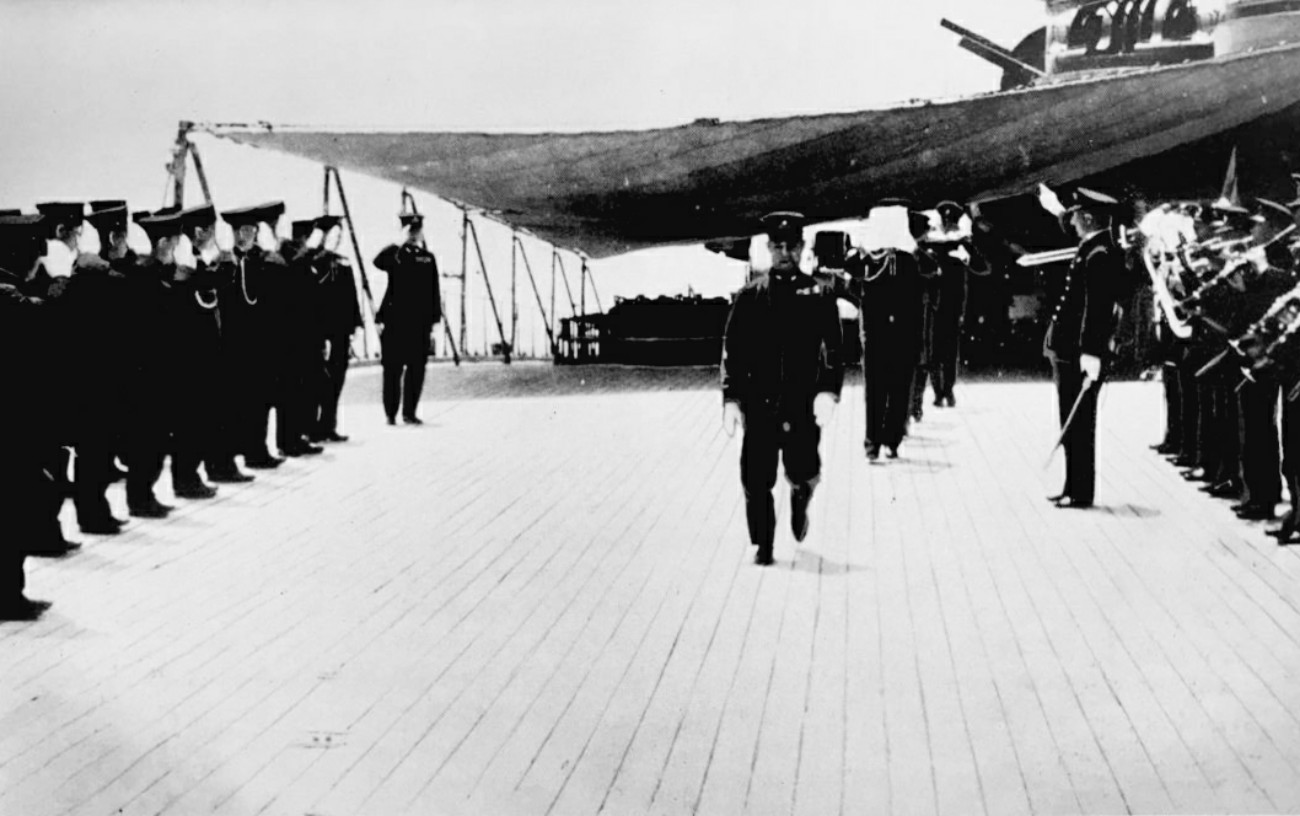
As cinzas de Yamamoto retornam ao Japão em Kisarazu, a bordo do encouraçado Musashi, em 23 de maio de 1943.

O local da queda e o corpo de Yamamoto foram encontrados em 19 de abril, um dia após o ataque, por um grupo japonês de busca e resgate liderado pelo tenente engenheiro do exército Tsuyoshi Hamasuna. O local do acidente estava localizado na selva ao norte do local costeiro do antigo posto de patrulha australiano e da missão católica de Buin (que foi restabelecida após a guerra a vários quilômetros para o interior).

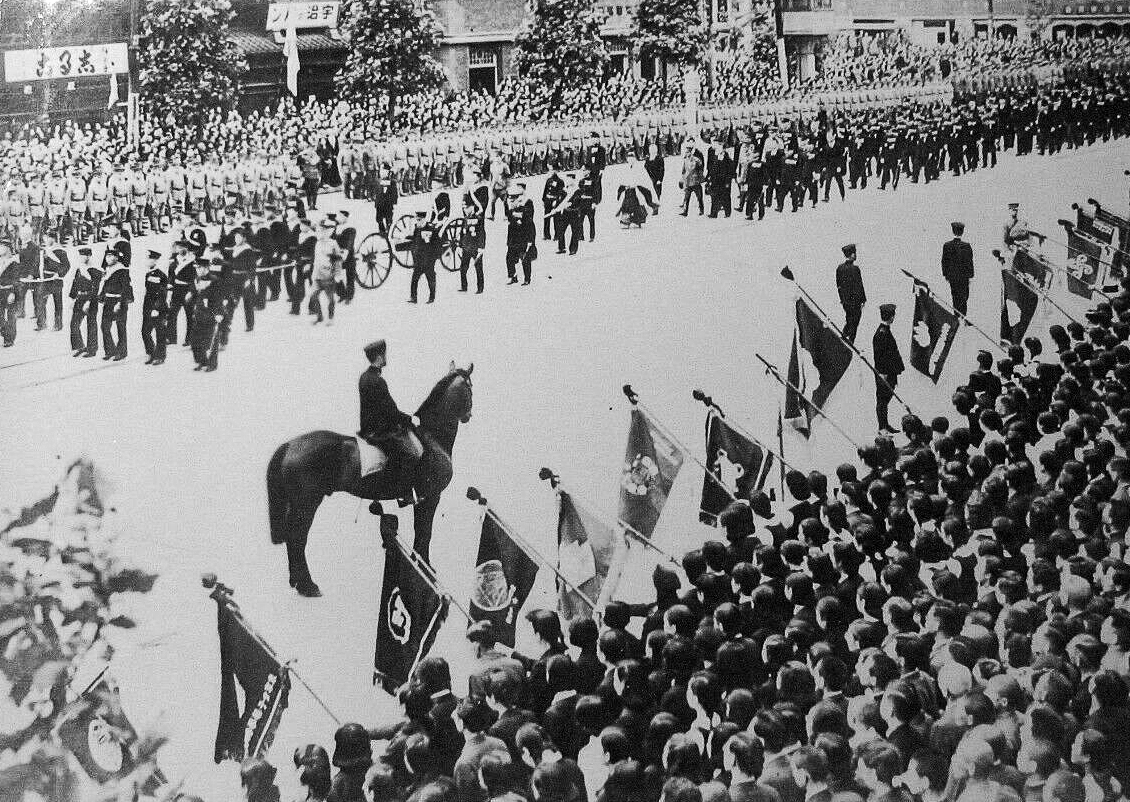
Funeral de Estado de Yamamoto, 5 de junho de 1943.

O grupo de resgate notou que Yamamoto havia sido jogado para fora dos destroços do avião, com a mão de luva branca segurando o punho de sua catana, seu corpo ainda ereto em seu assento sob uma árvore. Hamasuna disse que Yamamoto foi imediatamente reconhecido, com a cabeça inclinada para baixo, como se estivesse pensando profundamente. A autópsia de Yamamoto indicou dois ferimentos a bala, um na parte de trás do ombro esquerdo e outro na mandíbula inferior esquerda, que parecia sair acima do olho direito. O médico da marinha japonesa que examinou o corpo de Yamamoto determinou que o ferimento na cabeça o matou. Esses detalhes mais violentos da morte de Yamamoto foram ocultados do público japonês e o relatório médico foi encoberto, um sigilo "por ordens superiores", de acordo com o biógrafo Hiroyuki Agawa.
No Japão, a morte de Yamamoto ficou conhecida como o "incidente da Marinha A (kō)". Isso elevou o moral nos Estados Unidos e chocou os japoneses, que só foram informados oficialmente sobre o incidente em 21 de maio. O anúncio dizia que o almirante havia sido morto em abril enquanto dirigia a estratégia nas linhas de frente e que havia "entrado em combate com o inimigo e encontrado uma morte galante em um avião de guerra".
Norman Lodge, correspondente da Associated Press no Pacífico Sul, descobriu o que havia acontecido e publicou uma história detalhada sobre a missão em 11 de maio, que dizia que os Estados Unidos estavam rastreando Yamamoto por cinco dias antes do abate, mas os censores militares dos EUA impediram que a história fosse publicada. Nesse momento, as autoridades americanas não haviam divulgado nada sobre a operação, e o público americano ficou sabendo da morte de Yamamoto pela primeira vez quando a declaração japonesa de 21 de maio foi divulgada nos noticiários. O relato japonês foi complementado por escritores americanos que observaram que a suposta alegação de Yamamoto de que ele ditaria os termos de paz para os Estados Unidos de um assento na Casa Branca era agora impossível. Roosevelt foi citado como tendo dito "Puxa!" em 21 de maio, ao supostamente receber a notícia dos repórteres sobre o anúncio japonês. Nos dias seguintes, houve histórias na imprensa dos EUA especulando que o anúncio japonês era um disfarce para Yamamoto ter cometido haraquiri  porque a guerra não estava indo bem para os japoneses. Então, em 31 de maio, a revista Time publicou histórias separadas, uma que relatava o anúncio japonês e outra que relatava como Lanphier e seus pilotos de P-38 em Guadalcanal haviam abatido três bombardeiros japoneses sobre Bougainville e depois voltaram para casa se perguntando se haviam matado "algum figurão japonês" nos bombardeiros. No entanto, os japoneses não tiraram nenhuma conclusão disso.
Independentemente de qualquer história na mídia, as autoridades de Inteligência da Grã-Bretanha ficaram chateadas com a operação; não tendo sofrido o ataque a Pearl Harbor, elas não tinham os mesmos sentimentos em relação a Yamamoto e não achavam que matar um almirante valia o risco para as equipes e capacidades de decifração de códigos dos Aliados. O primeiro-ministro Winston Churchill protestou contra a decisão de prosseguir com a operação.
O público americano só ficou sabendo da história completa da operação, e que ela se baseou em códigos decifrados, em 10 de setembro de 1945, após o término da guerra, quando muitos jornais publicaram um relato da Associated Press. Mesmo assim, a Inteligência dos Estados Unidos ficou frustrada porque queria manter o segredo por mais tempo, pois ainda estava interrogando os oficiais da inteligência japonesa e temia que o conhecimento da quebra de código levasse esses oficiais ao suicídio por vergonha.

## Local da queda

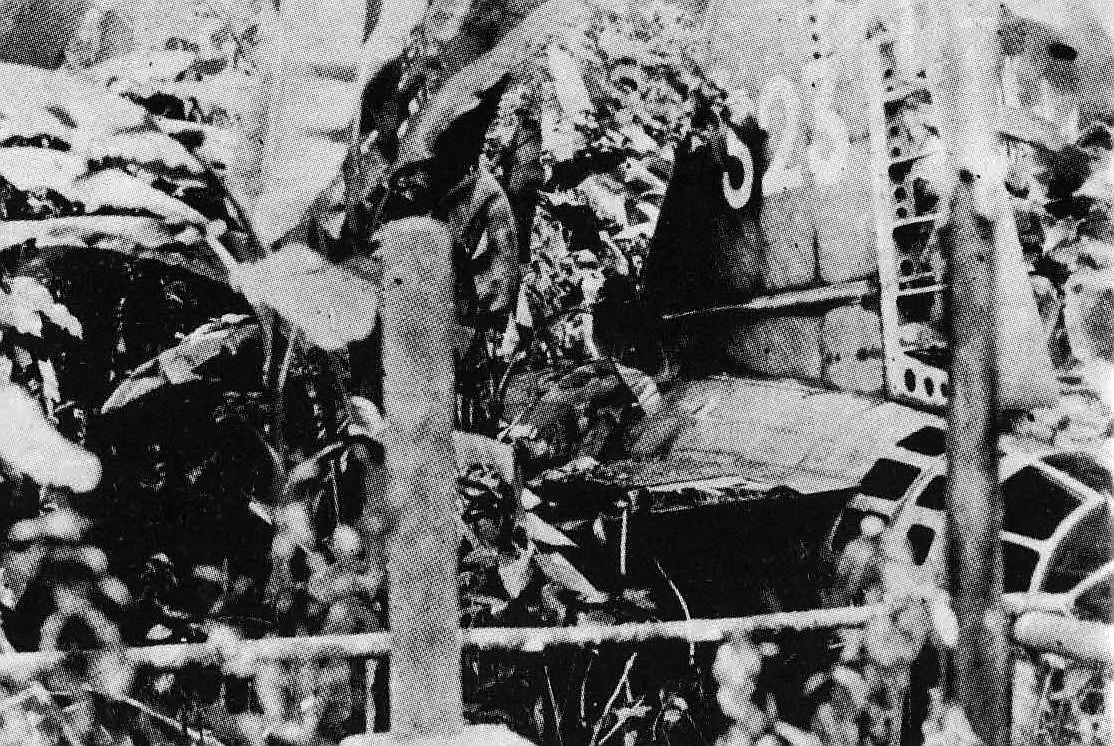
O bombardeiro Mitsubishi de Yamamoto na selva de Bougainville.

Os restos da aeronave de Yamamoto, 323 do 705º Kokutai, encontram-se na selva a cerca de 14 km da cidade de Panguna (06°47.165′S 155°33.137′L). O local do acidente fica a cerca de uma hora de caminhada da estrada mais próxima.
Embora os destroços da aeronave tenham sido muito vasculhados por caçadores de souvenirs, partes da fuselagem permanecem no local da queda. O local fica em um terreno particular. O acesso era difícil anteriormente, pois a propriedade do terreno era disputada. Entretanto, desde 2015, é possível que os visitantes tenham acesso ao local mediante acordo prévio.
Parte de uma asa foi removida e está exposta, por empréstimo permanente, no Museu da Família Isoroku Yamamoto em Nagaoka, Japão. Uma das portas da aeronave está no Museu Nacional e Galeria de Arte de Papua Nova Guiné.

## Controvérsia de crédito
Embora a Operação Vingança tenha sido notável por seu alvo, houve controvérsia sobre quem abateu a aeronave do almirante. A questão começou imediatamente após a missão, quando os militares dos EUA creditaram o abate ao capitão Thomas Lanphier. Lanphier alegou em seu relatório que, depois de virar para atacar os Zeros de escolta e atirar nas asas de um deles, ele virou de cabeça para baixo enquanto circulava de volta em direção aos dois bombardeiros. Ao ver o bombardeiro líder girando em um círculo abaixo dele, ele saiu de sua curva em um ângulo reto em relação ao bombardeiro que estava girando e disparou, explodindo sua asa direita. O avião então caiu na selva. Lanphier também relatou que viu o tenente Rex Barber abater outro bombardeiro que também caiu na selva.
Com base no relatório, a Inteligência dos EUA presumiu que três bombardeiros haviam sido abatidos porque o tenente Besby F. Holmes reivindicou o G4M que caiu no mar. Nenhum dos pilotos restantes foi interrogado após a missão, porque não havia procedimentos formais de interrogatório em Guadalcanal naquela época. Da mesma forma, a reivindicação de Lanphier sobre a morte não foi testemunhada oficialmente. Muitos dos outros pilotos da missão estavam céticos em relação à versão oficial do Exército dos Estados Unidos. Seis meses depois, detalhes não autorizados sobre a operação vazaram para a imprensa. Em outubro de 1943, uma edição da revista Time publicou um artigo sobre a Vingança e mencionou o nome de Lanphier. A Marinha dos EUA, indignada, considerou o fato uma grave violação de segurança. Como resultado, a indicação do Major John Mitchell para a Medalha de Honra foi rebaixada para a Cruz da Marinha (esse foi o mesmo prêmio concedido posteriormente a todos os pilotos do voo assassino).
A controvérsia não diminuiu após a guerra devido ao testemunho do piloto de escolta japonês sobrevivente que presenciou a missão. O piloto do Zero, Kenji Yanagiya, que fazia parte da escolta de caças de Yamamoto, disse a Mitchell que ele poderia ter sido responsável pela perda de Hine, pois havia danificado fortemente um P-38 (escoltando outro Lightning que não havia soltado seus tanques de combustível), embora nem ele nem nenhum dos outros pilotos do Zero tivessem reivindicado um P-38 naquele dia. A causa do desaparecimento de Hine ainda não foi oficialmente determinada. Yanagiya também afirmou que nenhum dos caças japoneses que o escoltavam foi abatido, declarando que apenas um foi danificado a ponto de precisar de meio dia de reparos em Buin. Esses detalhes contradiziam a afirmação de Lanphier sobre um Zero. Da mesma forma, os registros militares japoneses confirmaram que apenas dois bombardeiros Mitsubishi G4M haviam sido abatidos naquele dia. Por fim, Lanphier e Barber receberam oficialmente metade dos créditos pela destruição do bombardeiro que caiu na selva e metade dos créditos para Barber e Holmes pelo bombardeiro que caiu no mar. Várias inspeções em terra do local da queda de Yamamoto determinaram que a trajetória dos impactos das balas validou o relato de Barber porque "todos os tiros visíveis e danos por estilhaços foram causados por balas que entraram imediatamente atrás do bombardeiro", e não pela direita.
Em seguida, Barber solicitou ao Conselho da Força Aérea para Correção de Registros Militares que sua meia conquista no abate do bombardeiro, compartilhada com Lanphier, fosse alterada para uma conquista completa. Em setembro de 1991, o Escritório de História da Força Aérea informou ao conselho que havia "suficiente incerteza" tanto nas alegações de Lanphier quanto nas de Barber para que ambas fossem aceitas. A decisão do conselho ficou dividida quanto à petição de Barber. O Secretário da Força Aérea, Donald Rice, decidiu manter o crédito compartilhado. Barber então recorreu à 9ª Corte de Apelações dos EUA para que a decisão do Secretário da Força Aérea fosse anulada e as alegações opostas fossem reinvestigadas, mas a corte não interveio.
Em maio de 2006, a revista Air Force publicou uma carta de Doug Canning, um ex-piloto do 347º Grupo de Caça que participou da Operação Vingança (ele escoltou Holmes de volta às Ilhas Russell). Canning, que era amigo de Lanphier e Barber, afirmou que Lanphier havia escrito o relatório oficial, as citações das medalhas e vários artigos de revista sobre a missão. Ele também afirmou que Barber estava disposto a compartilhar o crédito pela metade pelo abate de Yamamoto até que Lanphier lhe deu um manuscrito inédito que havia escrito, alegando que ele sozinho havia abatido o avião de Yamamoto. Canning concordou que Barber tinha um forte argumento para sua reivindicação, citando o testemunho de Yanagiya, que viu o avião de Yamamoto cair 20 a 30 segundos após ser atingido por tiros de fogo de um P-38. Da mesma forma, o segundo avião que carregava Ugaki caiu 20 segundos após ser atingido por tiros de aeronaves. Canning afirmou categoricamente que os P-38G naquele dia não tinham reforço de ailerons para ajudar nas manobras de curva (como os modelos posteriores), tornando fisicamente impossível para a aeronave de Lanphier fazer a curva de 180 graus rápido o suficiente para interceptar o avião de Yamamoto em menos de 30 segundos. Mais tarde, a Força Aérea desqualificou a alegação de Lanphier de ter abatido um Zero na batalha, o que significou que Lanphier perdeu seu status de "ás", pois seu número total de abates no ar caiu de cinco para quatro.
Apesar das críticas de Barber e de outros pilotos sobreviventes da missão, Lanphier continuou a reivindicar o crédito pelo abate de Yamamoto até sua morte em 1987. A maioria dos obituários de jornais que noticiaram a morte de Lanphier creditou a ele a morte de Yamamoto. Barber continuou a contestar a afirmação de Lanphier, principalmente em círculos e publicações militares, até sua morte em 2001.
O Tenente Julius Jacobson, outro piloto da missão, comentou em 1997: "Éramos 15 de nós que sobreviveram, e quanto a quem fez os disparos eficazes, quem se importa?" Rice comentou em 1993: "Historiadores, pilotos de caça e todos nós que estudamos o registro desta missão extraordinária especularão para sempre sobre os eventos exatos daquele dia em 1943. Há glória para toda a equipe."

## Legado
O assassinato de Yamamoto foi objeto de ampla discussão histórica e jurídica nos círculos militares, políticos e acadêmicos.
Após o assassinato do general iraniano Qasem Soleimani em 2020, o assassinato de Yamamoto foi citado por altos funcionários dos EUA como um precedente. Vários meios de comunicação importantes e especialistas notáveis também apontaram o assassinato de Yamamoto como a comparação relevante, incluindo o The New York Times, que relatou que o assassinato de Yamamoto foi "a última vez que os Estados Unidos mataram um líder militar importante em um país estrangeiro" antes do assassinato de Soleimani.